# Markt (Leipzig)
Le Markt (lit.: place du marché) à Leipzig est une place d'environ 10 000 m2 dans l'arrondissement de Mitte, quartier Zentrum, en Allemagne. Il est considéré comme le centre de la ville. L'ancien hôtel de ville s'y dresse, ce qui démontre son importance historique particulière. La place a été nommée Platz des Friedens (lit.: Place de la Paix) de 1950 à 1954. Son pavage est classé monument historique.

## Forme
Le Markt est une place presque rectangulaire, d'environ 140 m de long, avec sa plus grande extension s'étendant presque exactement du nord au sud. Sa largeur moyenne est d'environ 70 m, soit environ 12 m plus large au nord qu'au sud. Sept rues du centre-ville y mènent.

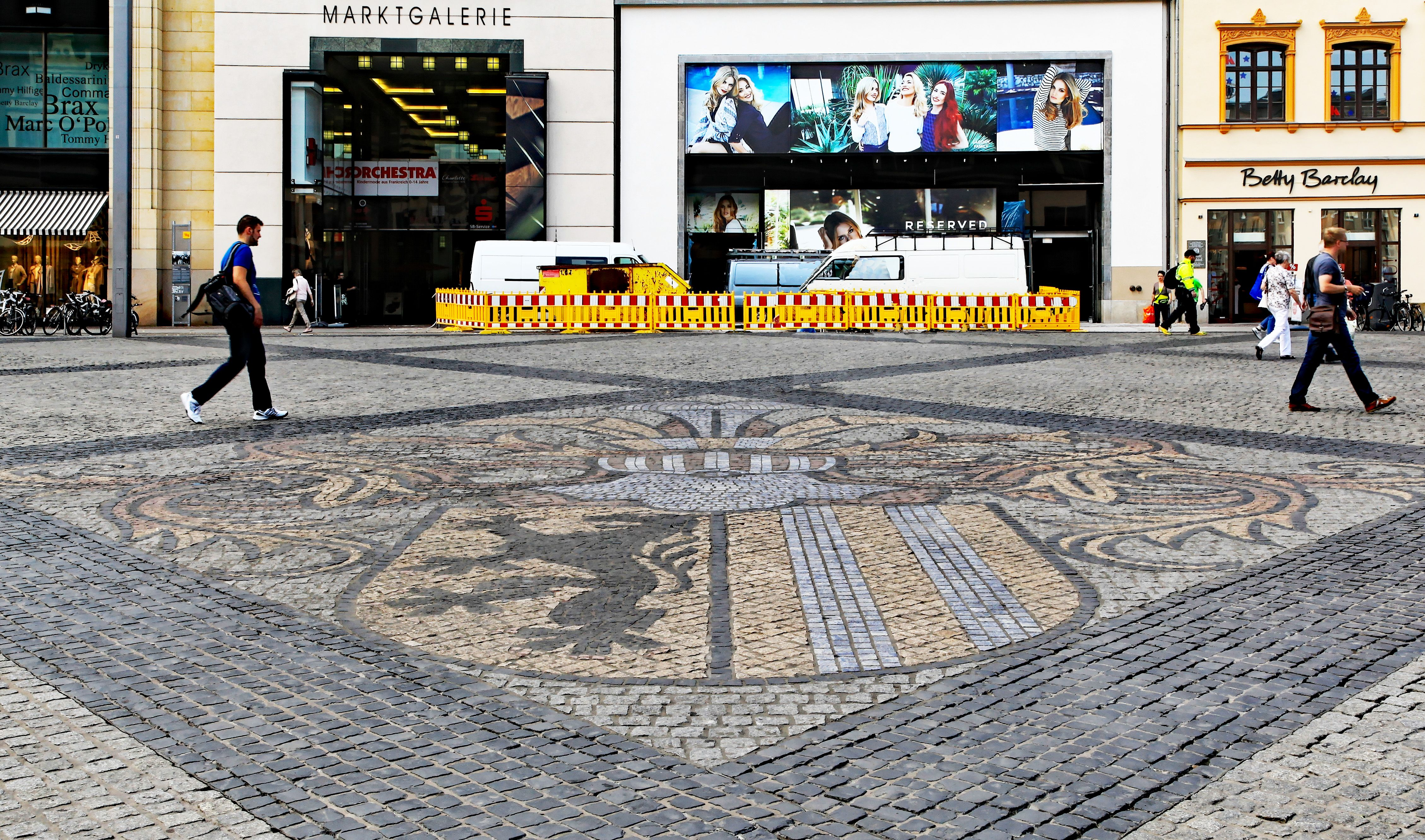
Pavement avec les armoiries de Leipzig

La place est pavée de granit avec un motif en losange incrusté de pierres plus foncées. La longueur moyenne des bords des losanges est d'environ 10 m, la taille des losanges s'adaptant aux différentes largeurs du carré. Les armoiries de Leipzig sont incrustées de pierres de couleurs dans le losange central au niveau de la tour de l'hôtel de ville. Des allées pavées appelées « Markt » longent la place qui est une zone piétonne.
Les seules structures sur la place sont les entrées de la station du S-Bahn d'Allemagne centrale Leipzig Markt située sous la place. Devant la partie escalier, l'accès sud mène du niveau carré d'abord par l'escalier restauré de l'ancienne salle d'exposition souterraine revêtu de porphyre de Rochlitz. Sur le côté donnant sur la place se trouve un relief en bronze de Frank Ruddigkeit (né en 1939) sur l'histoire de la place. Du côté nord du marché, les escaliers mécaniques atteignent le niveau carré et il y a un ascenseur pour passagers.

## Histoire
La première place du marché de la colonie slave de Lipsk se trouvait plus au nord, à l'intersection de la Via Regia et de la Via Imperii, dans la zone de l'actuelle Richard-Wagner-Platz,. Après que Leipzig ait été incorporée au Saint-Empire romain germanique, le marché a été déplacé à son emplacement actuel.
Dès lors, elle devient le centre de la vie publique. La plupart des marchandises traitées par la Foire de Leipzig sont arrivées ici avant d'être vendues. À la fin du XIXe siècle, la foire de Leipzig a été transformée en foire commerciale d'échantillons et plus de 20 palais d'exposition ont été créés dans le centre-ville, séparés du parc des expositions technique. Entre 1925 et 2005, une salle d'exposition souterraine était située sous la place,.

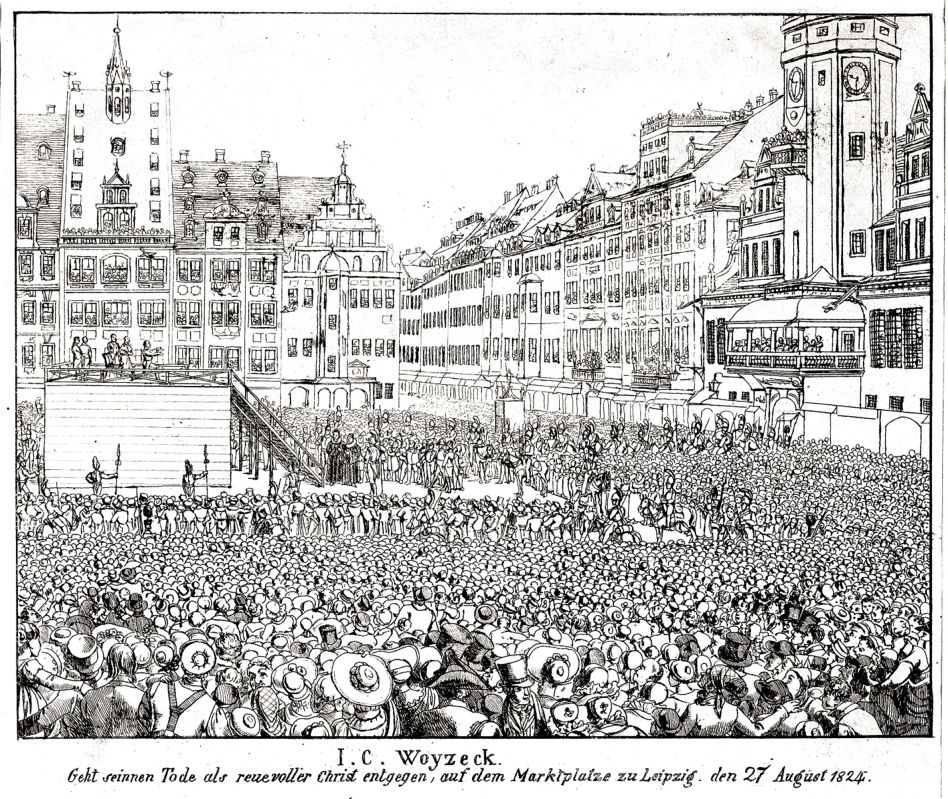
Exécution de Johann Christian Woyzeck (1824)

Avant 1500, douze tournois médiévaux et autres manifestations culturelles avaient lieu sur le marché. Plusieurs maisons ont été construites au XVIe siècle, comme Hommels Hof, Baarmanns Hof et Eckoldsches Haus, où l'avocat et philosophe Christian Thomasius est né en 1655. En plus du Königshaus (lit.: Maison Royal) qui existe encore, les impressionnants bâtiments baroques étaient la Jöchers Haus (construite en 1707), le Stieglitzens Hof (construit en 1733), l'Aeckerleins Hof (construit en 1714) et le Kochs Hof (construit en 1735).
Le marché était également un lieu où étaient célébrés tous les événements publics. Selon des sources municipales, des exécutions avaient lieu sur la place du marché depuis 1525. La dernière exécution eut lieu dans la ville en 1824, concernant Johann Christian Woyzeck qui avait poignardé sa maîtresse par jalousie.

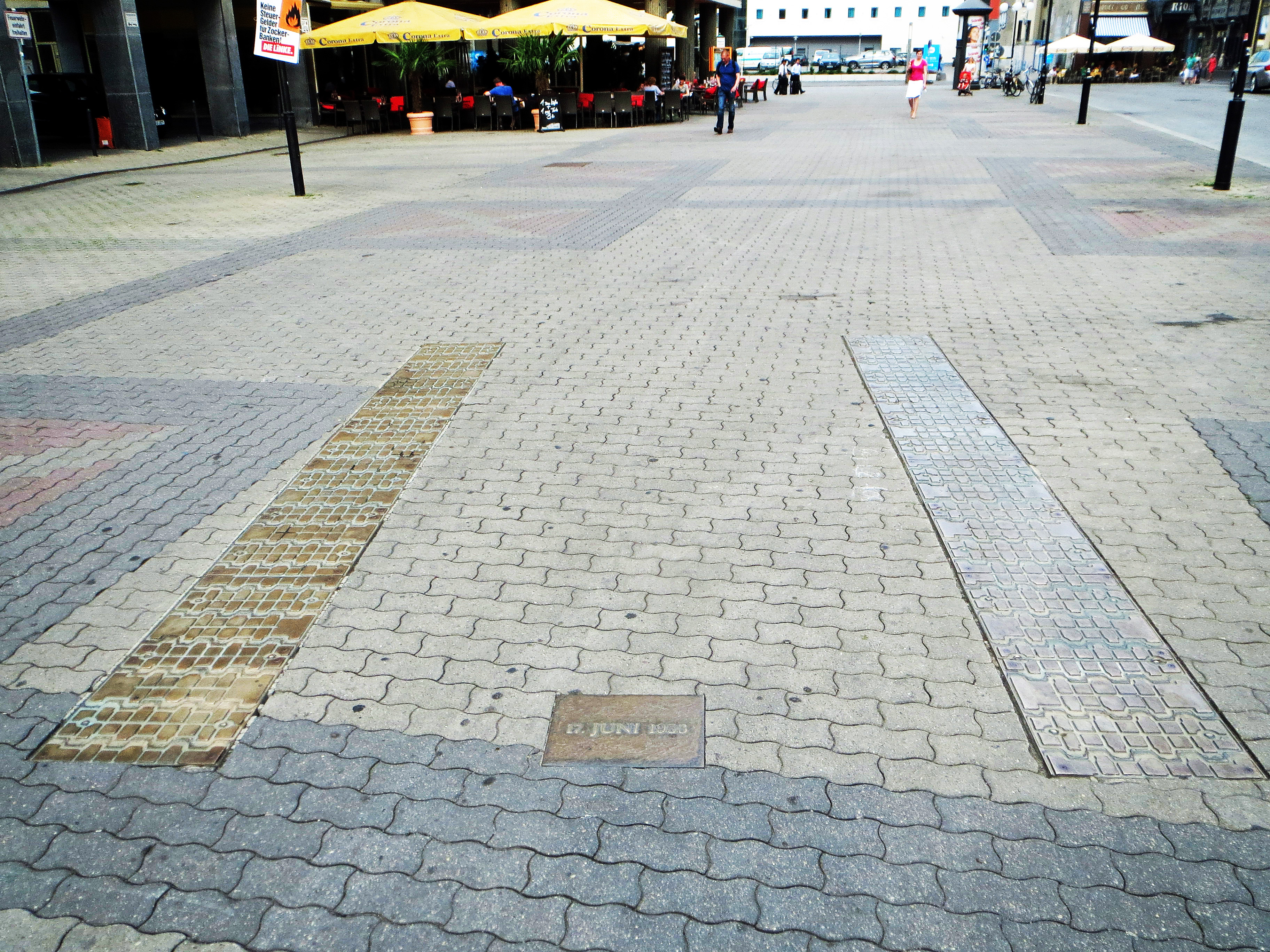
Piste de char en souvenir du 17 juin 1953 (dans l'adjacente rue Salzgäßchen, 2014)

À l'Insurrection de juin 1953 en Allemagne de l'Est, le Markt fut l'un des lieux du soulèvement de Leipzig, mais aussi de sa répression en présence des chars soviétiques.

## Développement
À l'est, la place est flanquée de l'ancien hôtel de ville, construit en 1556. Il s'agit de la structure la plus ancienne du site. Ses arcades en pierre ont été ajoutées en 1909. Les bâtiments historiques du côté nord ont été reconstruits après la guerre, y compris le poids publique « Alte Waage ». Outre les bâtiments conservés, le Königshaus (Maison Royal) et le Barthels Hof, de nouveaux bâtiments et rénovations de ces dernières années dominent le côté sud et la partie sud du flanc ouest, destinés à rappeler les silhouettes des bâtiments historiques.

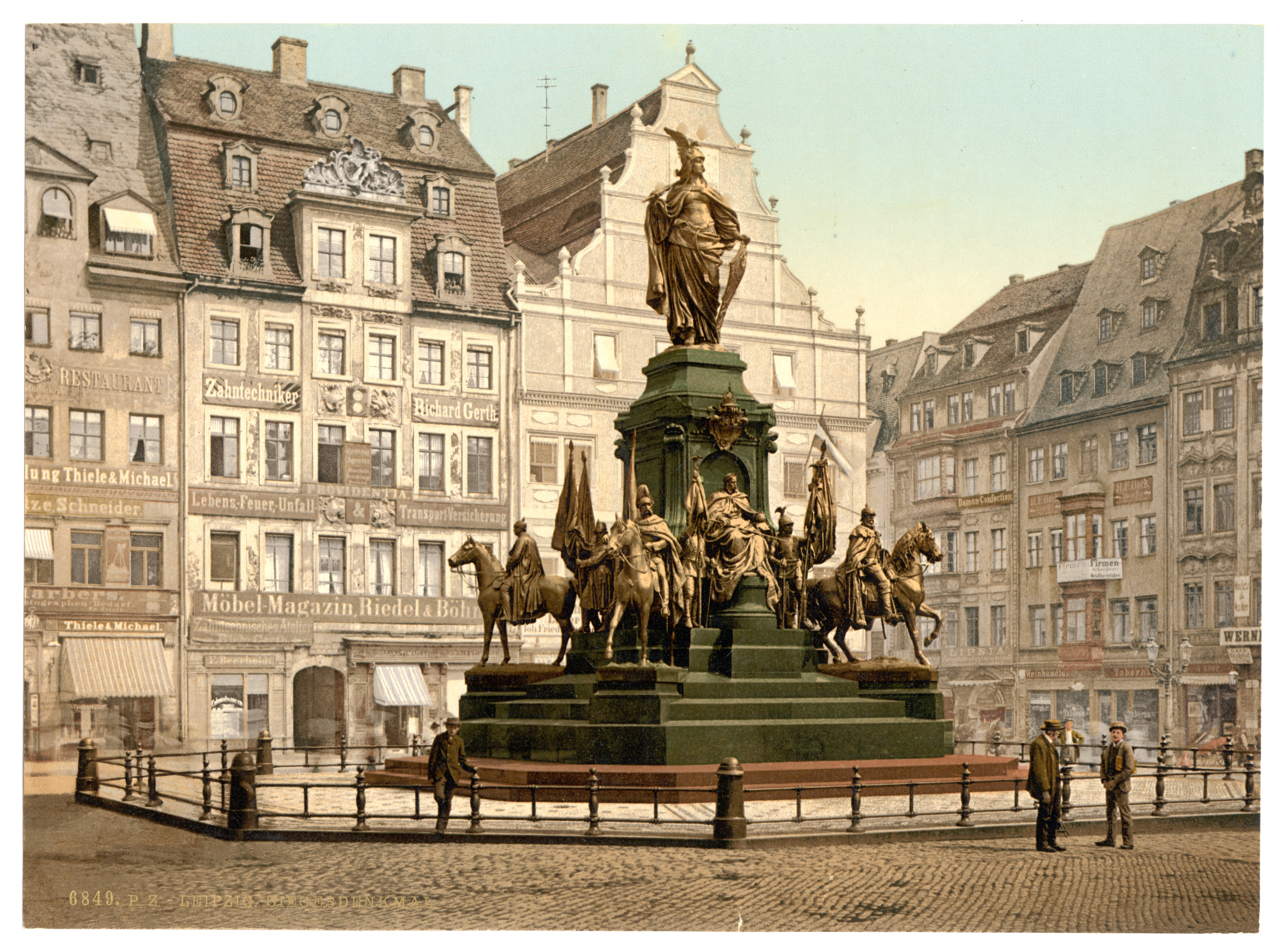
Monument de la Victoire de Leipzig (1900)

Depuis 1581, la place possédait dans l'angle nord-est une fontaine dorée de style Renaissance, démolie en 1826. Dans la moitié nord de la place se trouvait le Monument de la Victoire depuis 1888. Il a été conçu par Rudolf Siemering et commémorait la guerre franco-prussienne de 1870/1871. Il a survécu à la Seconde Guerre mondiale, mais pas au large rejet du wilhelminisme après 1945. Par décision du conseil municipal, il a été supprimé en décembre 1946.

## Utilisation
Le marché de Noël de Leipzig, l'un des plus traditionnels d'Allemagne, a lieu chaque année sur la place. Les marchés de rue, le marché de Pâques avec le marché médiéval et le Bachfest Leipzig s'y déroulent également chaque année. De 1995 à 2017, le « Classic Open » de plusieurs jours organisé par Peter Degner (1954-2020) avait lieu chaque année. C'était une combinaison de gastronomie et de musique classique, en partie en direct, en partie sur bande. L'événement de suivi s'appelle « Leipziger Markt Musik ».

## Transports publics

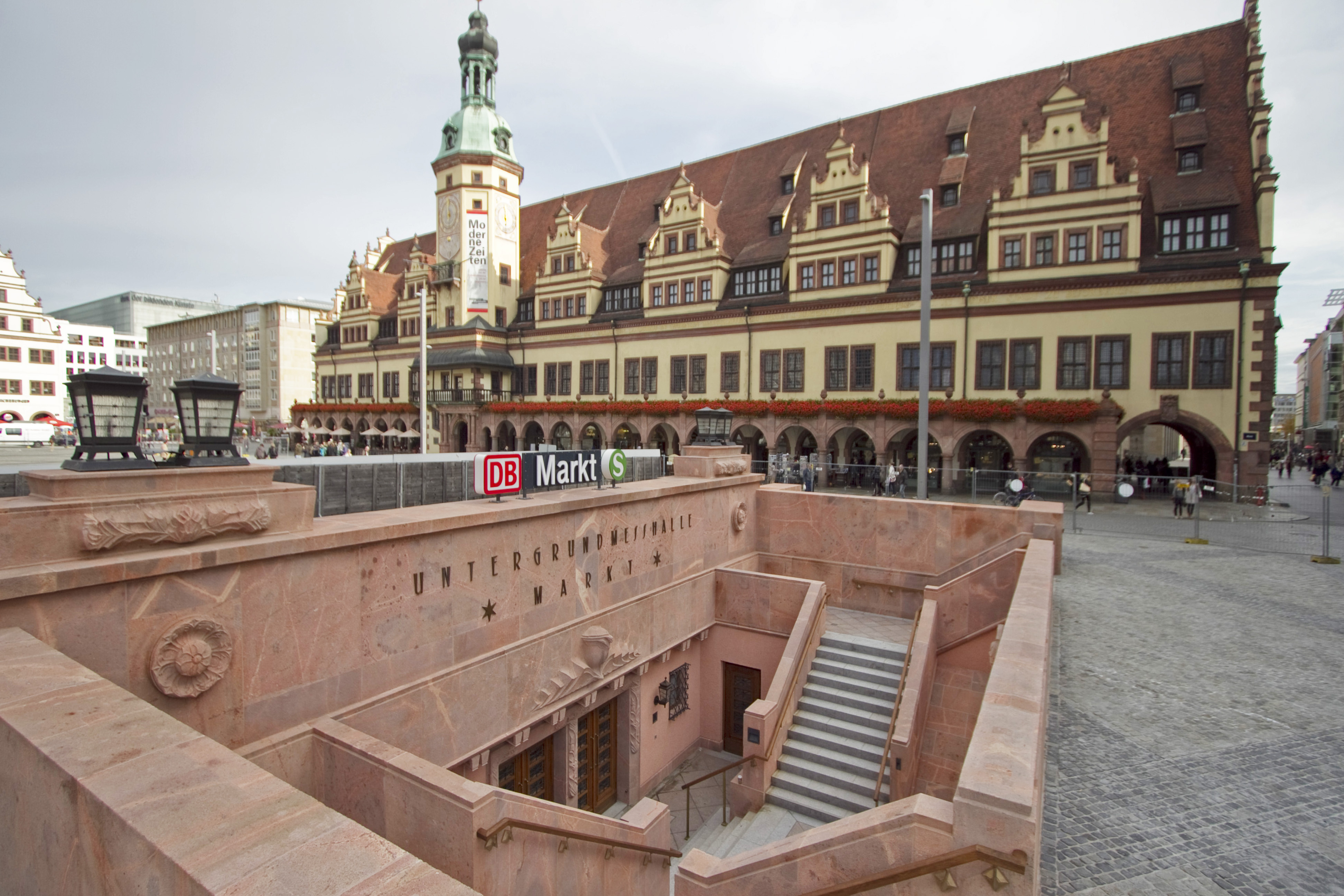
Entrée sud du S-Bahn avec l'escalier protégé de l'ancienne salle d'exposition souterraine (2013)

En 1896, le marché est relié au réseau de tramway de Leipzig. Du côté sud, une ligne à deux voies menait de l'église Saint-Thomas à l'Augustusplatz. Les lignes 6 et 7 empruntèrent cette route jusqu'en 1951. Une deuxième liaison, venant de la Katharinenstraße, longeait directement l'ancien hôtel de ville sur une voie unique, la dernière en date étant les lignes 1 et 21. Elle fut déclassée en ligne d'exploitation en 1936 et fermée en 1951. Depuis 1999, la ligne de bus 89 dispose d'un arrêt du côté sud du marché. Depuis l'inauguration du tunnel urbain de Leipzig en 2013, le Markt est également accessible directement depuis de nombreux endroits des environs via la station du S-Bahn d'Allemagne centrale Leipzig Markt.